# Albrecht Pflaum

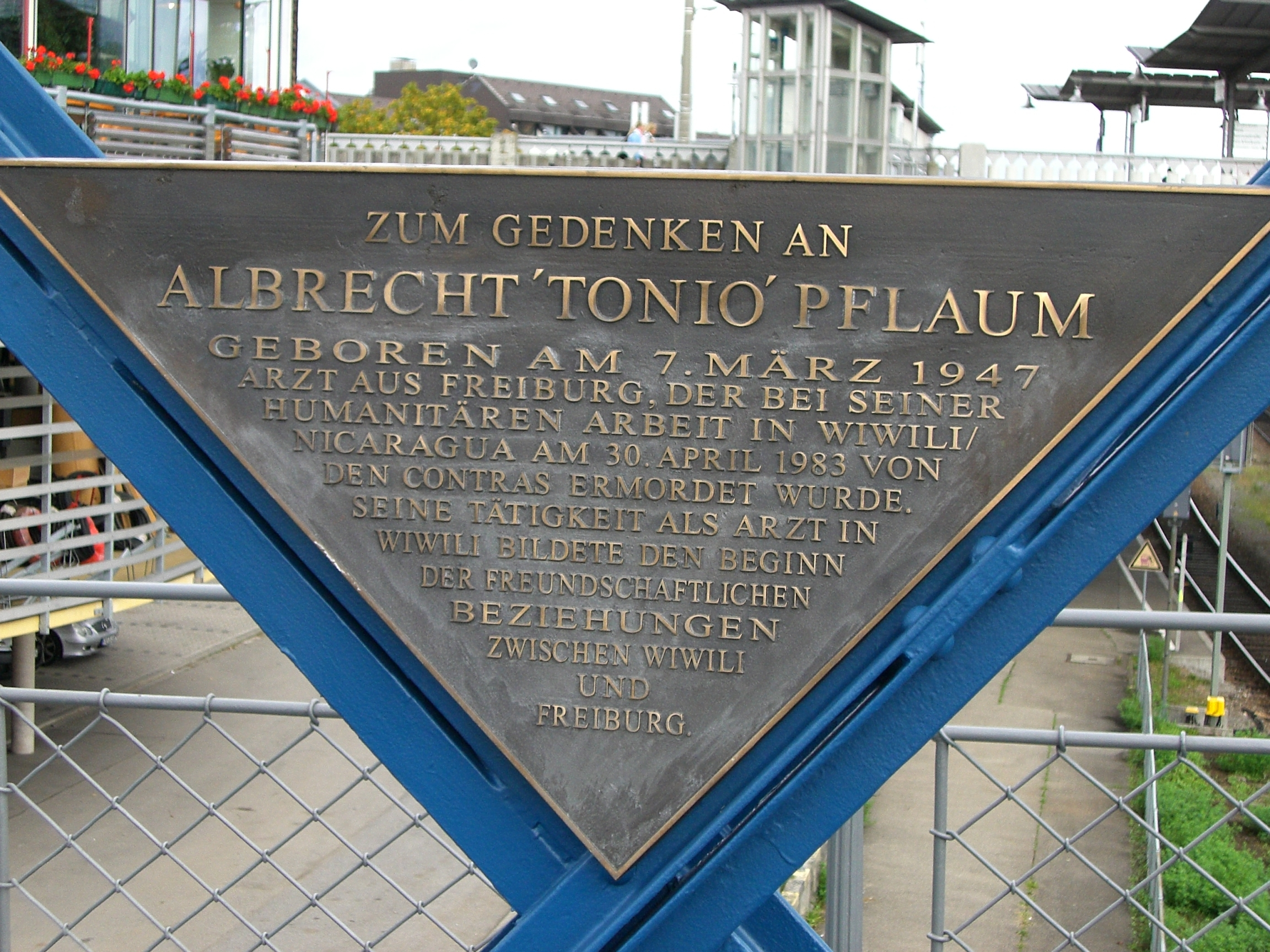
Gedenktafel auf der Wiwilíbrücke in Freiburg im Breisgau

Albrecht „Tonio“ Pflaum (* 7. März 1947 in Tauberbischofsheim; † 30. April 1983 Zompopera, Departamento Estelí, Nicaragua) war ein deutscher Arzt und Entwicklungshelfer, der 1983 während des Contra-Krieges bei einem Contra-Überfall zusammen mit 13 Nicaraguanern ermordet wurde.

## Leben und Wirken
Albrecht Pflaum wurde in Tauberbischofsheim geboren, aufgewachsen ist er in Konstanz und Lörrach. Später studierte er Medizin in Tübingen und Freiburg im Breisgau. Seinen Spitznamen erhielt er aufgrund seines südländischen Aussehens. Nach dem Examen arbeitete er als Assistenzarzt in Müllheim, Breisach, Freiburg und Berlin. Seit dem Sturz der Allende-Regierung in Chile 1973 hatte sich Pflaum für Politik und den Entwicklungsdienst interessiert. Bereits während seines Studiums hatte er Süd- und Mittelamerika bereist. 1979, als das Somoza-Regime in Nicaragua zusammenbrach, bewarb er sich beim Deutschen Entwicklungsdienst (DED) und reiste in das mittelamerikanische Land. Kurz darauf begann ein Bürgerkrieg, in dem von den USA unterstützte Contra-Rebellen als Guerilla die sozialistisch orientierte sandinistische Regierung unter Daniel Ortega bekämpfte, die wiederum vom Ostblock wirtschaftlich, militärisch und nachrichtendienstlich unterstützt wurde; insbesondere von Kuba und der DDR.
Am 30. April 1983 befand sich Pflaum im Raum Jinotega – Estelí zusammen mit 13 Einheimischen auf dem Weg zu einer Feier zum Ersten Mai. Nach ersten Presseberichten wurde der mit 14 Personen besetzte Linienbus von einer Contraeinheit angehalten, die Passagiere zum Aussteigen gezwungen und unmittelbar darauf entweder durch Gewehrschüsse und/oder Bajonettstiche ermordet. Die Nachricht über den Tod Pflaums traf über die westdeutsche Botschaft in Managua noch am Abend im Auswärtigen Amt in Bonn ein. Pflaum hinterließ eine Ehefrau und zwei Kinder.

## Folgen
Als unmittelbare Folge des Attentats rief der DED seine rund 50 in ganz Nicaragua tätigen Entwicklungshelfer in die Hauptstadt Managua zurück, wo ihre Sicherheit gewährleistet werden konnte. Pflaums Leichnam wurde wenige Tage später in die Bundesrepublik überführt.
Am 2. Mai 1983 besetzten rund 25 westdeutsche Staatsangehörige, die sich selbst als „Internationalisten“ bezeichneten, die westdeutsche Botschaft in Managua und forderten von Botschafter Horst Heubaum unter anderem die Einsetzung einer Untersuchungskommission, „um die Ermordung des deutschen Arztes und Entwicklungshelfers Albrecht Pflaum ohne Rücksicht auf ´alliierte´ Regierungen aufzuklären“. (NWZ v. 3. Mai 1983, S. 2) Zwei dem Botschaftspersonal bekannte Frauen, die dort regelmäßig Post abholten, hatten den Pförtner und eine aus einem Bundesgrenzschutzbeamten bestehende Wache abgelenkt, so dass die Besetzer auf das Botschaftsgelände vordringen konnten.
Die Besetzung wurde nach sieben Stunden friedlich beendet; am nächsten Tag wurde die Aktion von 70 Vertretern des DED, der Friedrich-Ebert-Stiftung und der Gesellschaft für Technische Zusammenarbeit in einer Erklärung an die Bundesregierung unter Helmut Kohl kritisiert, diese aber gleichzeitig aufgefordert, ihre bisherige Mittelamerikapolitik zu überdenken, zumal sich inzwischen herausgestellt habe, dass die Politik von US-Präsident Ronald Reagan der größte Störfaktor der mittelamerikanischen Verhältnisse sei. (NWZ v. 4. Mai 1983, S. 2) Reagan selbst wiederum bezeichnete kurz darauf die ehemaligen Anhänger des Diktators Somoza (Contras) als „Freiheitskämpfer“ und forderte deren offene Unterstützung. (NWZ vom 6. Mai 1983, S. 3)
Am 4. Mai 1983 benutzten im Deutschen Bundestag in Bonn die Abgeordneten der Grünen, Petra Kelly und Gabriele Gottwald, die Regierungserklärung von Bundeskanzler Kohl als Gelegenheit zur Entfaltung eines Transparents mit der Aufschrift „Herr Kohl! Unterstützung der USA in Nicaragua heißt Mitschuld am Tod Albrecht Pflaums“. Das Transparent wurde von Saaldienern sichergestellt, nachdem sich Kelly und Gottwald geweigert hatten, es herunterzunehmen.
Ob in der Bundesrepublik oder Nicaragua strafrechtliche Ermittlungen zum Tode Pflaums eingeleitet wurden, ist nicht bekannt.

## Erinnerungskultur

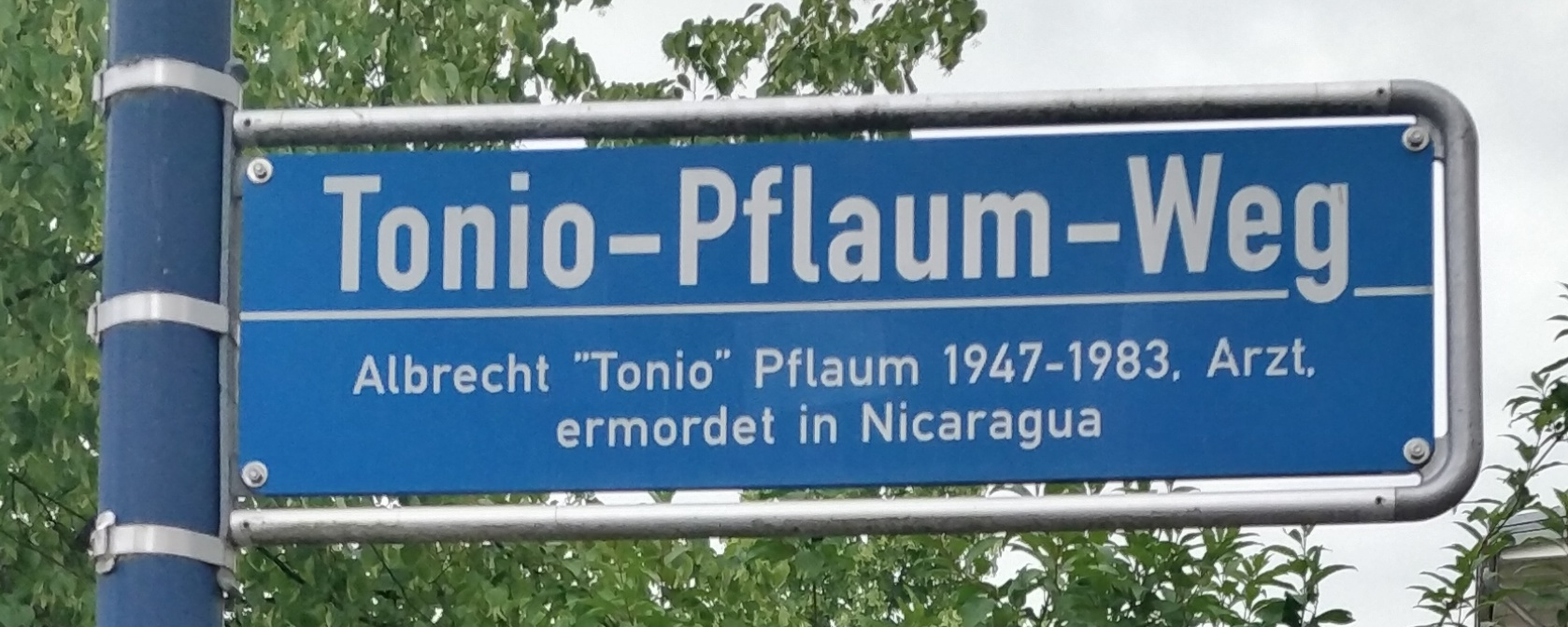
Straßenschild in Freiburg

- Noch 1983 komponierte der Liedermacher Walter Mossmann das Musikstück „Unruhiges Requiem“, in dem er US-Präsident Ronald Reagan und Bundeskanzler Kohl für den Tod Pflaums, den er offenbar persönlich gekannt hatte, verantwortlich machte.
- 1987 produzierte die Medienwerkstatt Freiburg den 45-minütigen Dokumentarfilm Briefe aus Wiwili, in dem Bezug auf Pflaum genommen wird.[2]
- Zur Erinnerung an Pflaum wurde an der Freiburger Wiwilíbrücke eine Gedenktafel angebracht.
- Im Freiburger Stadtteil Rieselfeld ist der Tonio-Pflaum-Weg nach Pflaum benannt.